# Blountsville, Indiana
Blountsville är en kommun (town) i Henry County i Indiana. Vid 2010 års folkräkning hade Blountsville 134 invånare.